# Ведущий сингл
Ведущий сингл, главный сингл или лид-сингл (англ. lead single) — первый сингл, выпущенный музыкантом или группой со студийного альбома, как правило, до выхода самого альбома с целью его продвижения.

## Стратегии выпуска
Зачастую артисты выбирают в качестве ведущих синглов песни в более быстром темпе. Такие композиции, как правило, бывают более запоминающимися и привлекают внимание слушателей. Однако следующий сингл может быть медленнее по темпу, чтобы продемонстрировать музыкальный диапазон альбома. Вокалистки-женщины, такие как Мэрайя Кэри и Кристина Агилера, часто придерживаются формулы динамичного первого сингла с последующей медленной балладой, в качестве второго. Так, Майли Сайрус в преддверии релиза её пластинки Bangerz выпустила два сингла — быстрый трек под названием «We Can’t Stop» в качестве ведущего сингла, и медленную балладу «Wrecking Ball», после него. Поп-группа Girls Aloud решили использовать танцевальный трек «The Show» в качестве ведущего сингла для своего второго альбома What Will the Neighbours Say?, после того, как их предыдущие синглы с дебютного альбома Sound of the Underground были «довольно мрачными и угрюмыми», по словам Шерил Коул. Схожую формулу практиковали хэви-металлические исполнители 1980-х годов. Однако не все артисты выбирают свой первый сингл по критериям скорости. Артисты могут выпустить ведущий сингл с посланием, которое они хотят донести до слушателей, вместо песни с большим коммерческим потенциалом, например, группа Fall Out Boy предпочла трек «This Ain’t a Scene, It’s an Arms Race» более радиоформатному «Thnks fr th Mmrs».
Японские исполнители, такие как Аюми Хамасаки, Намиэ Амуро и B’z, могут выпустить от четырёх до восьми синглов в преддверии релиза студийного альбома, чтобы добиться рекордных продаж в дебютную неделю. Ведущие синглы в Японии очень активно рекламируются и продвигаются, в некоторых случаях даже больше, чем сам альбом. Поскольку продажи альбомов в США постоянно снижаются, звукозаписывающие лейблы часто выпускают синглы до объявления даты выхода альбома для онлайн-ритейлеров, таких как iTunes, по цене от 0,99 до 1,29 доллара. Эта тенденция становится все более популярной на многих рынках.
В конце 2010-х артисты начали выпускать несколько синглов перед выпуском студийного альбома. В 2018 году неназванный представитель A&R подтвердил журналу Rolling Stone, что «артист должен заложить фундамент для поддержания [продаж пластинки]», и добавил, что «когда у артистов есть какая-то классная пластинка и они просто выпускают её на рынок, это не работает, потому что у них отсутствует фундамент для начала [продаж]». В той же статье в качестве примера приводятся такие артисты, как Карди Би, Камила Кабельо и Джейсон Деруло, выпустившие четыре или более синглов перед выпуском своих альбомов.

## Альбомы с несколькими ведущими синглами
В 2000-х годах сложилась общая тенденция выпускать ведущий сингл за несколько месяцев до даты премьеры альбома. Столь же распространённым явлением стало выпуск второго ведущего сингла перед выпуском альбома. Например, певец Ашер выпустил первый сингл «Love in this Club» за четыре месяца до релиза пластинки Here I Stand. В свою очередь, второй сингл «Love in This Club, Pt. II» был выпущен за месяц до даты выхода альбома. Другой пример — альбом Джастина Тимберлейка The 20/20 Experience, который был выпущен 19 марта 2013 года. Первый сингл с него — «Suit & Tie» — был выпущен за 2 месяца до того, как альбом попал в магазины. За месяц до выпуска пластинки был выпущен ещё один сингл под названием «Mirrors». Певица Кэти Перри выпустила синглы «California Gurls» 7 мая 2010 года и «Teenage Dream» 23 июля 2010 года соответственно, продвигая свой альбом Teenage Dream — релиз которого состоялся 24 августа 2010 года. Нечто подобное проделал и Эд Ширан, выпустив «Shape of You» и «Castle on the Hill» 6 января 2017 года в качестве двойных синглов с его альбома ÷.